# Evropská agentura pro pohraniční a pobřežní stráž
Evropská agentura pro pohraniční a pobřežní stráž, známá spíše pod akronymem Frontex (z francouzštiny Frontières extérieures = vnější hranice) je agentura Evropské unie, jejímž úkolem je ochrana vnějších hranic EU a Schengenského prostoru, v součinnosti se strážci hranic členských zemí.
Mezi její hlavní náplň patří boj proti ilegální migraci, obchodu s lidmi a infiltraci teroristů,
harmonizace hraničních kontrol a zprostředkování spolupráce mezi pohraničními orgány jednotlivých států. Dále poskytuje technickou podporu a odborné znalosti.
Sídlem Frontexu je Varšava.
Národním partnerem v Česku je Ředitelství služby cizinecké policie.

## Historie
Agentura byla založena v roce 2004 jako Evropská agentura pro řízení operativní spolupráce na vnějších hranicích členských států EU, v roce 2016 se transformovala v reakci na evropskou migrační krizi.

## Počty pracovníků, struktura a rozpočet
Frontex zaměstnává 700 pracovníků (z nichž přes 300 je zaměstnáno ve varšavské centrále) v následujících oblastech:
- analýza rizik
- pozemní, námořní a vzdušné operace
- situační středisko agentury Frontex
- navracení migrantů
- sdílení zdrojů
- mezinárodní a evropská spolupráce
- úřad pro právní záležitosti a základní práva
- správa a řízení agentury

Frontex nemá vlastní pohraniční stráž. Při koordinaci akcí mu jednotlivé členské státy EU poskytují svou pohraniční stráž a další prostředky. Frontex působí jako koordinátor a hradí některé náklady společných operací. Roční rozpočet Frontexu je 250 000 000 EUR.

## Obvinění
V říjnu 2022 byla zveřejněna původně utajovaná zpráva Evropského úřadu pro boj proti podvodům, která obviňuje Frontex ze závažného porušování lidských práv. Pracovníci Frontexu se měli dopustit tzv. pushbacků (tj. vytlačování žadatelů o azyl) mimo vody Řecka a Malty zpět do Tureckých vod. Frontex byl odviněn z toho, že společně s řeckými orgány unesl a ve volném moři zanechal 43 tisíc mužů, žen a dětí.

V červnu 2023 zahájil evropský ombudsman vyšetřování úlohy Frontexu při tragickém potopení lodi u řeckých vod, při kterém utonulo několik stovek lidí. Přetížené plavidlo s přibližně 750 migranty se plavilo z Tobruku (Libye) směrem do Itálie podél pobřeží Řecka. Frontex čelí obvinění, že plavidlo zahákl harpunou a táhl směrem k Itálii, loď ale následně zanechal bez pomoci na volném moři. Loď se měla následkem zaháknutí a tažení potopit.